# Wereldkampioenschap voetbal 1982 (Groep B) West-Duitsland - Chili
Het groepsduel tussen West-Duitsland en Chili was voor beide landen de tweede wedstrijd bij het WK voetbal 1982 in Spanje, en werd gespeeld op zondag 20 juni 1982 (aanvangstijdstip 17:15 uur lokale tijd) in het Estadio El Molinón in Gijón. Het was de zesde ontmoeting ooit tussen beide landen, die elkaar voor het laatst hadden getroffen op 14 juni 1974 bij het WK voetbal. West-Duitsland won die ontmoeting met 1-0 door een treffer van Paul Breitner.
West-Duitsland zon op revanche nadat de favoriet in Groep B in de openingsronde verrassend had verloren van WK-debutant Algerije (1-2). Ook Chili verloor het eerste duel, met 1-0 van Oostenrijk. Ten overstaan van 42.000 toeschouwers scoorde aanvoerder Karl-Heinz Rummenigge drie keer voor West-Duitsland. Invaller Uwe Reinders maakte in zijn tweede officiële interland zijn eerste doelpunt voor de ploeg van bondscoach Jupp Derwall. Het duel stond onder leiding van scheidsrechter Bruno Galler uit Zwitserland, die werd geassisteerd door lijnrechters Vojtěch Christov (Tsjechoslowakije) en Tony Bosković (Australië).

## Wedstrijdgegevens
| West-Duitsland | 4 – 1        | Chili |
| Karl-Heinz Rummenigge 9' Karl-Heinz Rummenigge 57' Karl-Heinz Rummenigge 66' Uwe Reinders 81'                                                                                               | goals        | 90' Gustavo Moscoso |
| Jupp Derwall | bondscoach   | Luis Santibáñez |
| Toni Schumacher Manfred Kaltz Karlheinz Förster Uli Stielike Hans-Peter Briegel Wolfgang Dremmler Paul Breitner 61' Felix Magath Pierre Littbarski 78' Horst Hrubesch Karl-Heinz Rummenigge | opstellingen | Mario Osbén Lizardo Garrido René Valenzuela Elías Figueroa Vladimir Bigorra Rodolfo Dubó Gustavo Moscoso Eduardo Bonvallet 46' Mario Soto 66' Miguel Ángel Gamboa Patricio Yáñez |
| Lothar Matthäus 61' Uwe Reinders 78' | wissels      | 46' Juan Carlos Letelier 66' Miguel Ángel Neira |
| | gele kaarten | 11' Rodolfo Dubó 29' Miguel Ángel Gamboa |
| | rode kaarten | |

## Overzicht van wedstrijden
| Eerste ronde | | |
| Groep A | Groep B | Groep C |
| Italië – Polen Kameroen – Peru Italië – Peru Kameroen – Polen Polen – Peru Italië – Kameroen                                                       | West-Duitsland – Algerije Chili – Oostenrijk West-Duitsland – Chili Oostenrijk – Algerije Algerije – Chili West-Duitsland – Oostenrijk    | Argentinië – België Hongarije – El Salvador Argentinië – Hongarije België – El Salvador België – Hongarije Argentinië – El Salvador                |
| Groep D | Groep E | Groep F |
| Engeland – Frankrijk Tsjecho-Slowakije – Koeweit Engeland – Tsjecho-Slowakije Frankrijk – Koeweit Frankrijk – Tsjecho-Slowakije Engeland – Koeweit | Spanje – Honduras Joegoslavië – Noord-Ierland Spanje – Joegoslavië Honduras – Noord-Ierland Honduras – Joegoslavië Spanje – Noord-Ierland | Brazilië – Sovjet-Unie Schotland – Nieuw-Zeeland Brazilië – Schotland Sovjet-Unie – Nieuw-Zeeland Sovjet-Unie – Schotland Brazilië – Nieuw-Zeeland |

| Tweede ronde                                            |                                                                     |                                                             |                                                                             |
| Groep 1                                                 | Groep 2                                                             | Groep 3                                                     | Groep 4                                                                     |
| België – Polen België – Sovjet-Unie Polen – Sovjet-Unie | Engeland – West-Duitsland West-Duitsland – Spanje Engeland – Spanje | Italië – Argentinië Brazilië – Argentinië Italië – Brazilië | Frankrijk – Oostenrijk Oostenrijk – Noord-Ierland Noord-Ierland – Frankrijk |
| Halve finales                                           |                                                                     |                                                             |                                                                             |
| Polen – Italië                                          | Polen – Italië                                                      | West-Duitsland – Frankrijk                                  | West-Duitsland – Frankrijk                                                  |
| Troostfinale                                            |                                                                     |                                                             |                                                                             |
| Frankrijk – Polen                                       |                                                                     |                                                             |                                                                             |
| Finale                                                  |                                                                     |                                                             |                                                                             |
| Italië – West-Duitsland                                 |                                                                     |                                                             |                                                                             |